# Regard Louis-XIII
Le regard Louis-XIII est un regard situé à Rungis, en France. C'est un élément de l'ancien aqueduc Médicis, et est à ce titre inscrit au titre des monuments historiques par arrêté du 10 février 1988.

## Description
L'édifice est le regard no 1 de l'aqueduc Médicis, un petit bâtiment permettant d'accéder à la galerie de l'aqueduc au départ du carré des eaux de Rungis,̈ bassin récepteur des eaux des sources des environs taries par les travaux d'urbanisation du plateau de Rungis des années 1960-1970. Il s'agit d'un édifice en pierre doté d'une porte et d'un dôme. Il est similaire au regard de la Loge.

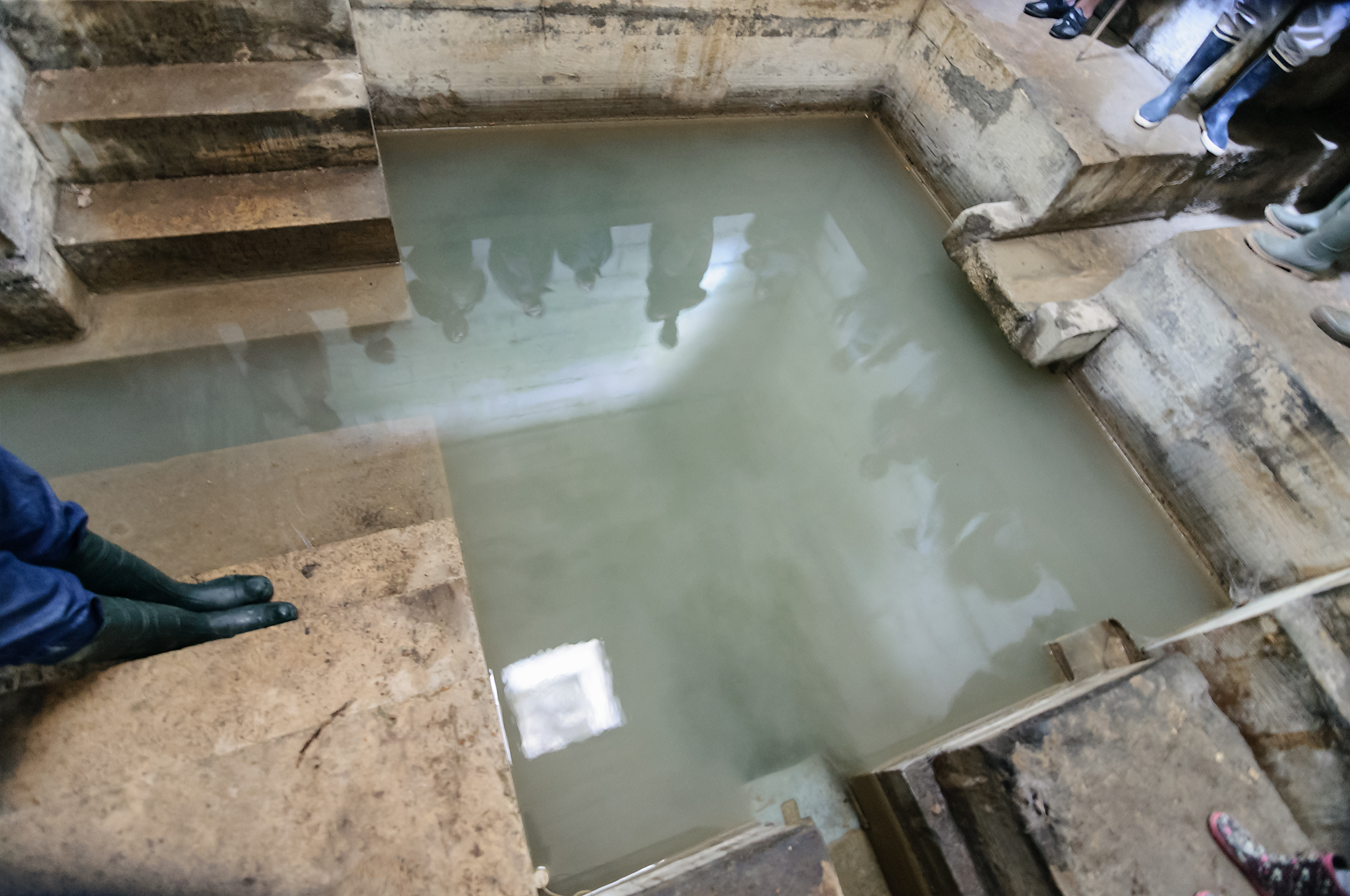
Vue du bassin du regard.

Il a été construit au XVIIe siècle.

### Localisation
Le regard est situé rue des Sources et passage des Écoliers à Rungis.

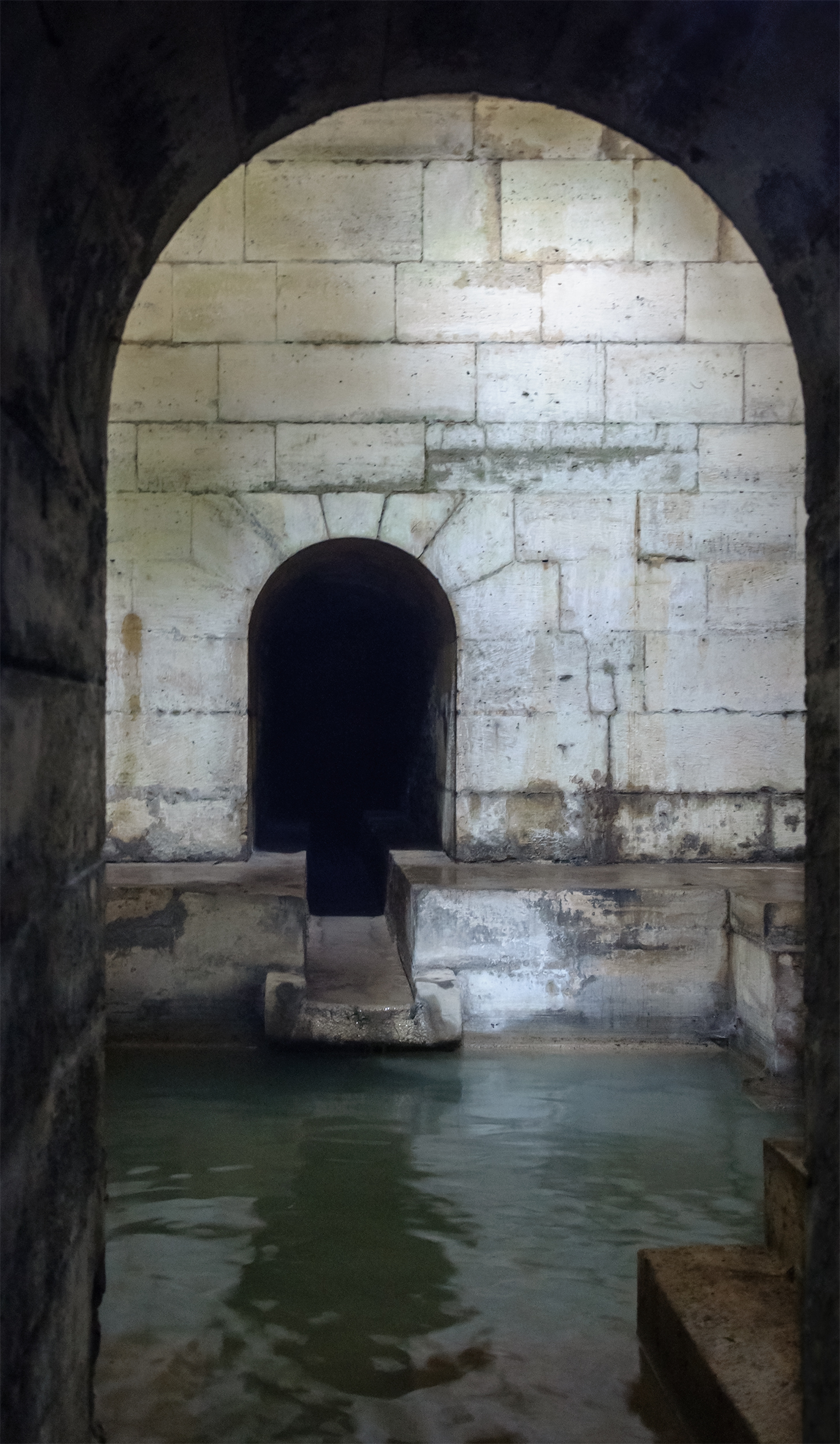
Vue de l'intérieur du regard.